# IC 2412
IC 2412 је појединачна звијезда у сазвјежђу Рак која се налази на листи објеката дубоког неба у Индекс каталогу.
Деклинација објекта је + 18° 32' 32" а ректасцензија 8h 49m 23,9s.